# 유럽두더지속
유럽두더지속(Talpa)은 두더지과에 속하는 포유류 속의 하나이다. 주로 유럽과 서아시아에 9종이 서식하고 있다. 이 두더지류의 먹이는 지렁이와 곤충, 기타 흙 속에서 발견되는 다양한 무척추동물이다. 이 속에 속하는 유럽두더지는 유럽과 러시아에서 흔하게 발견되며, 페레다비드두더지는 멸종위급종으로 분류하고 있다.

## 하위 종
- 알타이두더지 (Talpa altaica)
- 장님두더지 (Talpa caeca)
- 캅카스두더지 (Talpa caucasica)
- 유럽두더지 (Talpa europaea)
- 페레다비드두더지 (Talpa davidiana)
- 레반트두더지 (Talpa levantis)
- 스페인두더지 (Talpa occidentalis)
- 로마두더지 (Talpa romana)
- 발칸두더지 (Talpa stankovici)